# Okteabr, Djankoi
Okteabr (în ucraineană Октябр) este un sat în comuna Maiske din raionul Djankoi, Republica Autonomă Crimeea, Ucraina.

## Demografie
Componența lingvistică a localității Okteabr
     Tătară crimeeană (47,53%)
     Rusă (40,83%)
     Ucraineană (10,85%)
     Alte limbi (0,35%)
Conform recensământului din 2001, nu exista o limbă vorbită de majoritatea populației, aceasta fiind compusă din vorbitori de tătară crimeeană (47,53%), rusă (40,83%) și ucraineană (10,85%).